# 岷阳镇
岷阳镇，是中华人民共和国甘肃省定西市岷县下辖的一个乡镇级行政单位。

## 行政区划
岷阳镇下辖以下地区：
和平社区、人民社区、中华社区、北门社区、南关社区、民勤社区、教场社区、青年社区、网子营社区、东关社区、瓦窑沟村、西云村、岷峰村、东门村、长虹村、南川村、东照村、洮珠村、龙潭村、陈家崖村和池那湾村。